# 偏見

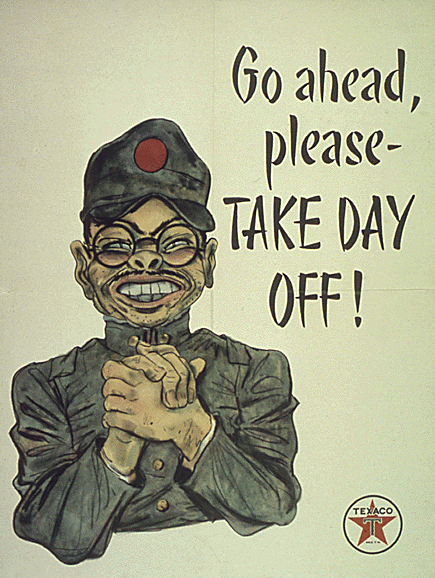
第二次世界大戦中のアメリカで作成された広告。当時敵国であった日本に対する偏見を広め、労働意欲の向上を狙ったプロパガンダである。

偏見（へんけん、英語: prejudice、bias）とは、客観的な根拠なしに共通の特徴をもつモノに対する画一的な見方をすること、特定の集団や属するモノに対して画一的な感情を抱くことをいう。先入観、バイアスやステレオタイプともいい、差別と密接な関係を持つ。一般的に悪い意味として使われる。全ての人が持つとされ、「偏見がない」と主張する人は無自覚な偏見を持つ者として批判される。

## 概要
偏見の言い換えとして、『バイアス』（意義的には感情バイアスあるいは認知バイアス。bias：本来『偏り』を意味する英語）という外来語が用いられる場合がある。ラテン語のpraejudiciumは経験に基づく判断を意味だったが、英語化されたprejudiceは未熟な・軽率な判断という意味の現在の偏見という言葉に当たる。
また『色眼鏡』で見る。『フィルタを通して見る』と言う言い回しも使われる。
2003年から始まった「大人のセサミストリート」と言われるパペット・ミュージカルアベニューQから「Everyone's a Little Bit Racist（皆多少は差別主義者）」という歌が出ている。この曲を、ガーディアンは本質的に誰もが、気づかないうちに、何らかの固有の偏見を持っているという事実を指摘する驚くほど洞察に満ちた曲と評価している。

## 対策

### 精神障害者
精神障害者の障害者手帳、精神障害者保健福祉手帳の表紙には『障害者手帳』と書かれ、一見して、何の障害の種類が分からないようになっている。2006年（平成18年）10月1日申請分からは証明写真を貼付されることになったが、それ以前は貼付されることはなかった。当初は貼付する予定であったが、紛失や手帳提示をしたことにより、差別等の不利益を得る可能性が大きいと、一部の精神障害者団体が反対したためである。今でも都道府県や政令指定都市によっては、本人の希望した場合は貼付け無しにすることが認められることがある。
1950年代の後半に精神障害者家族会が、病院スタッフや市町村や保健所の職員の働きかけで結成している。滝沢武久によると家族会メンバーの多くは精神分裂病患者（現:統合失調症）の家族であり、さらに家族会の連合化も困難を極めた。1964年3月には駐日アメリカ合衆国大使のライシャワーが統合失調症の少年に刺される事件（ライシャワー事件）が起きた。アメリカと日本の間の重大な外交問題に発展しかねない大事件となったため、活動が停滞した。精神障害者家族会が家族側から自主的に設立されなかった背景について、滝沢は精神病患者に対する偏見が余りに強いため、家族は表面に出たがらなかったためとの意見がされている。